# Lena Häll Eriksson
Lena Elisabet Häll Eriksson, född 20 september 1949 i Matteus församling i Norrköping, är en svensk ämbetsman.
Lena Häll Eriksson var socialchef i Finspångs kommun 1985–1988 och arbetade därefter under många år på Invandrarverket (nuvarande Migrationsverket), bland annat som avdelningschef 1988–1994 och generaldirektör 1996–2003. Åren 1994–1996 var hon socialdemokratisk statssekreterare i arbetsmarknadsdepartementet. Hon har också varit ledamot i Integrationsverkets och Arbetsgivarverkets styrelser. I juni 2003 efterträdde hon Bertel Österdahl som generaldirektör för Kriminalvårdsstyrelsen. Hon tvingades dock avgå från denna post den 24 september 2004 efter att flera uppmärksammade rymningar och fritagningar från svenska anstalter inträffat under sommaren och hösten samma år.
Lena Häll Eriksson har därefter varit generaldirektör i justitiedepartementet och bland annat haft uppdrag som tillfällig kanslichef på Sametinget 2005, ordförande i Rådet för skydd av EU:s finansiella intressen, Europarådets arbetsgrupp mot korruption, chef för Avvecklingsmyndigheten för Integrationsverket 2007–2008 och tillförordnad generaldirektör för Skogsstyrelsen 2008–2009. Hon var generaldirektör på SMHI från juni 2009 till september 2014.